# Seznam svetovnih boksarskih prvakov v težki kategoriji
Seznam svetovnih boksarskih prvakov v težki kategoriji od leta 1882, ko so začela veljati pravila Queensberryjeva pravila. Do leta 1910 so naslov športna javnost in mediji neuradno pripisovali dominantnemu borcu določenega obdobja. Med letoma 1910 in 1961 so naslov podeljevale organizacije IBU (International Boxing Union), NYSAC (New York State Athletic Commission) in NBA (National Boxing Association). Od leta 1961 naslov podeljujejo organizacije WBA (World Boxing Association), WBC (World Boxing Council, IBF (International Boxing Federation) in WBO (World Boxing Organization).

## Seznam prvakov
| Osvojitev naslova | Izguba naslova     | Prvak                       | Po verziji            |
| --- | ------------------ | --------------------------- | --------------------- |
| 28. avgust 1882 | 7. september 1892  | John L. Sullivan            | nesporni              |
| Sullivan je leta 1882 premagal Paddyja Ryana za naslov ameriškega prvaka. Ker ni bilo izivalcev iz tujine, je Sullivan sčasoma začel veljati za svetovnega prvaka. 29. avgusta 1885 je bil njegov dvoboj proti Dominicku McCaffreyju v Cincinnatiju označen kot »dvoboj za naslov prvaka sveta po Queensberryjevih pravilih«. |                    |                             |                       |
| 7. september 1892 | 17. marec 1897     | James J. Corbett            | nesporni              |
| James J. Corbett je leta 1985 napovedal športno upokojitev, za svojega naslednika pa je postavil svojega varovanca Steva O'Donnella. Tradicija je zahtevala, da O'Donnell naslov osvoji v ringu, zato so organizirali dvoboj proti manj znanemu irskemu boksarju Petre Maherju, ki pa je presenetljivo O'Donnella premagal s prekinitvijo v prvi rundi 11. novembra 1895 v Maspethu. Javnost Maherja ni priznavala kot prvaka, tudi sam pa je izrazil pripravljenost za borbo za pravi naslov proti Corbettu. Vseeno je Maher svoj naslov branil proti Bobu Fitzsimmonsu v Coahuili de Zaragoza 21. februarja 1896, ko je izgubil s prekinitvijo v prvi rundi. Fitzsimmons se je 2. decembra 1896 pomeril proti Tomu Sharkeyu v San Franciscu za naslov. Sharkey je dvoboj dobil z diskvalifikacijo v osmi rundi. Corbett je konec leta 1896 napovedal vrnitev, zato naslovi Maherja, Fitzsimmonsa in Sharkeya niso povsod priznani. |                    |                             |                       |
| 17. marec 1897 | 9. junij 1899      | Bob Fitzsimmons             | nesporni              |
| Fitzsimmons je leta 1898 dobil ameriško državljanstvo. |                    |                             |                       |
| 9. junij 1899 | 13. maj 1905       | James J. Jeffries           | nesporni              |
| Jeffries je bil prvi moderni boksar, ki je predal naslov zaradi upokojitve, za svojega legitimnega naslednika pa je razglasil zmagovalca dvoboja med Marvinom Hartom in Jackom Rootom. Jeffries se je kasneje vrnil v ring in se za naslov pomeril z Jackom Johnsonom. |                    |                             |                       |
| 3. julij 1905 | 23. februar 1906   | Marvin Hart                 | nesporni              |
| 23. februar 1906 | 26. december 1908  | Tommy Burns                 | nesporni              |
| 26. december 1908 | 5. april 1915      | Jack Johnson                | nesporni              |
| Jack Johnson ni želel spoštovati dogovora svojega zastopnika, da se za naslov pomeri z britanskim prvakov, zato ga londonski National Sporting Club, najmočnejša boksarska organizacija izven ZDA, ni priznavala kot svetovnega prvaka. Organizirali so dvoboj med Kanadčanom Samom Langfordom in britanskim prvakom Williamom Haguejem po svoji verziji naslova svetovnega prvaka. Langford je 24. maja 1909 v Londonu zmagal s prekinitvijo v četrti rundi. Ob vrnitvi v ZDA ni nikoli zahteval naslova prvaka. |                    |                             |                       |
| 5. april 1915 | 4. julij 1919      | Jess Willard                | nesporni              |
| 4. julij 1919 | 23. september 1926 | Jack Dempsey                | nesporni              |
| 23. september 1926 | 31. julij 1928     | Gene Tunney                 | nesporni              |
| Tunney announced his retirement from professional boxing on July 31, 1928, relinquishing the championship. |                    |                             |                       |
| 12. junij 1930 | 7. januar 1931     | Max Schmeling               | nesporni              |
| Schmeling je premagal Jacka Sharkeyja za naslov prvaka, toda naslov po verziji NYSAC mu je bil odvzet, ker leta 1931 ni želel ponovnega dvoboja. Naslov po NYSAC je ostal brez prvaka do leta 1932, ko sta se ponovno pomerila. |                    |                             |                       |
| 7. januar 1931 | 21. junij 1932     | Max Schmeling               | NBA in IBU            |
| 21. junij 1932 | 29. junij 1933     | Jack Sharkey                | nesporni              |
| 29. junij 1933 | 14. junij 1934     | Primo Carnera               | nesporni              |
| 14. junij 1934 | 13. junij 1935     | Max Baer                    | nesporni              |
| Konec leta 1934 je IBU zahtevala dvojov prvaka Maxa Baera proti evropskemu prvaku Pierru Charlesu. Ko se je Baer raje odločil za dvoboj proti Jamesu J. Braddocku, ga niso več priznavali kot prvaka. IBU je organiziral dvoboj Charlesa proti Georgu Godfreyu za naslov prvaka v Bruslju 2. oktobra 1935. Godfrey je zmagal po točkah v petnajstih rundah, toda ni zahteval naslova in naslednji dve leti ni tekmoval. IBU je priznala Baerovega naslednika Braddocka za prvaka. |                    |                             |                       |
| 13. junij 1935 | 22. junij 1937     | James J. Braddock           | nesporni              |
| 22. junij 1937 | 1. marec 1949      | Joe Louis                   | nesporni              |
| Louis je postavil rekord po držanju naslova (11 let, 8 mesecev in 8 dni). |                    |                             |                       |
| 22. junij 1949 | 27. september 1950 | Ezzard Charles              | NBA                   |
| Charles je osvojil naslov prvaka po NBA junija 1949, toda kot nesporni prvak je bil priznan junija 1951. |                    |                             |                       |
| 6. junij 1950 | 16. junij 1951     | Lee Savold                  | EBU                   |
| Po upokojitvi Joeja Louisa je EBU kot dvoboj za njegovega naslednika določila maja 1949, ko sta se pomerila Lee Savold in Bruce Woodcock. NYSAC in BBBofC (British Boxing Board of Control) sta prav tako priznavali ta dvoboj za naslov prvaka, toda zaradi poškodb Woodcock, ki jih je utrpel v prometni nesreči, je bil dvoboj preložen za več kot leto dni. Zato je NYSAC priznala prvaka kot zmagovalca dvoboja septembra 1950, ko sta se pomerila Ezzard Charles in Joe Louis, ki se je po 27 mesecih vrnil. Junija 1950 je Savold premagal Woodcocka v štirih rundah za naslov prvaka po EBU in BBBofC, |                    |                             |                       |
| 27. september 1950 | 16. junij 1951     | Ezzard Charles              | NBA in NYSAC          |
| 16. junij 1951 | 18. junij 1951     | Ezzard Charles              | nesporni              |
| Leeja Savolda, ki je izgubil proti Joeju Louisu dvoboj, ki ni odločal o naslovu prvaka leta 1951, EBU in BBBofC nista več priznavala kot prvaka, ampak sta priznavala Ezzarda Charlesa, ki je tako postal ubniverzalno priznan prvak. |                    |                             |                       |
| 18. junij 1951 | 23. september 1952 | Jersey Joe Walcott          | nesporni              |
| 23. september 1952 | 30. november 1956  | Rocky Marciano              | nesporni              |
| Marciano je predal naslov prvaka zaradi upokojitve. |                    |                             |                       |
| 30. november 1956 | 26. junij 1959     | Floyd Patterson             | nesporni              |
| 26. junij 1959 | 20. junij 1960     | Ingemar Johansson           | nesporni              |
| 26. junij 1959 | 25. september 1962 | Floyd Patterson             | nesporni              |
| 26. junij 1959 | 25. februar 1964   | Sonny Liston                | nesporni              |
| 25. februar 1964 | 19. junij 1964     | Cassius Clay (Muhammad Ali) | nesporni              |
| WBA in NYSAC nista več priznavala Claya (Muhammad Ali) kot prvaka, ker se je dogovoril za takojšnji povratni dvoboj proti Sonnyju Listono, kar je bila v tistem času kršitev pravil. WBC in ostale organizacije so ga še naprej priznavale. |                    |                             |                       |
| 19. junij 1964 | 6. februar 1967    | Cassius Clay (Muhammad Ali) | WBC                   |
| 5. marec 1965 | 6. februar 1967    | Ernie Terrell               | WBA in NYSAC          |
| 6. februar 1967 | 29. april 1967     | Muhammad Ali                | nesporni              |
| WBA, NYSAC in več ameriških organizacij je umaknilo podporo Aliju jkot prvaku, ker se leta 1967 ni odzval na nabor v ameriško vojsko. |                    |                             |                       |
| 29. april 1967 | 6. marec 1969      | Muhammad Ali                | WBC                   |
| Tudi WBC je marca 1969 Aliju odvzela naslov. |                    |                             |                       |
| 4. marec 1968 | 16. februar 1970   | Joe Frazier                 | NYSAC                 |
| 28. april 1968 | 16. februar 1970   | Jimmy Ellis                 | WBA                   |
| 16. februar 1970 | 22. januar 1973    | Joe Frazier                 | nesporni              |
| Frazier in Ellis sta se pomerila 16. februarja 1970 v New Yorku, Frazier kot prvak po verziji NYSAC in Ellis kot prvak po verziji WBA. Dvoboj je štel tudi za naslov prvaka po verziji WBC, ki ga je organizacija odvzela Aliju, zato je Frazier po zmagi postal nesporni prvak. 8. marca 1971 je naslov ubranil tudi proti Aliju v dvoboju znanem kot »Fight of the Century«. |                    |                             |                       |
| 22. januar 1973 | 30. oktober 1974   | George Foreman              | nesporni              |
| 30. oktober 1974 | 15. februar 1978   | Muhammad Ali                | nesporni              |
| 15. februar 1978 | 18. marec 1978     | Leon Spinks                 | nesporni              |
| 18. marec 1978 | 15. september 1978 | Leon Spinks                 | WBA                   |
| 18. marec 1978 | 9. junij 1978      | Ken Norton                  | WBC                   |
| Spinks je izgubil naslov po verziji WBC, ker ni želel braniti naslova proti najvišje rangiranem boksarju organizacije, Kenu Nortonu. Spinks se je raje odločil za povratni dvoboj proti Aliju na naslov po verziji WBA. WBC je naslov podelila Nortonu, ki naslova ni ubranil proti Larryju Holmesu. Ker ni nikoli dobil dvoboja za naslov prvaka, Norton ni povsod priznan kot prvak. |                    |                             |                       |
| 9. junij 1978 | 11. december 1983  | Larry Holmes                | WBC                   |
| Holmes je predal naslov po verziji WBC, da je postal prvak po novoustanovljeni verziji IBF (International Boxing Federation). |                    |                             |                       |
| 15. september 1978 | 27. april 1979     | Muhammad Ali                | WBA                   |
| V veri, da je njegove kariere konec, je Ali predal naslov po verziji WBA v zameno za plačilo Dona Kinga, ki je želel organizirati dvoboj med Larryjem Holmesom in Johnom Tatom. Do tega ni nikoli prišlo in Ali se je vrnil v ring leta 1980. |                    |                             |                       |
| 20. oktober 1979 | 31. marec 1980     | John Tate                   | WBA                   |
| 31. marec 1980 | 10. december 1982  | Mike Weaver                 | WBA                   |
| 10. december 1982 | 23. september 1983 | Michael Dokes               | WBA                   |
| 23. september 1983 | 1. december 1984   | Gerrie Coetzee              | WBA                   |
| 11. december 1983 | 21. september 1985 | Larry Holmes                | IBF                   |
| 9. marec 1984 | 31. avgust 1984    | Tim Witherspoon             | WBC                   |
| 31. avgust 1984 | 22. marec 1986     | Pinklon Thomas              | WBC                   |
| 1. december 1984 | 29. april 1985     | Greg Page                   | WBA                   |
| 29. april 1985 | 17. januar 1986    | Tony Tubbs                  | WBA                   |
| 21. september 1985 | 19. februar 1987   | Michael Spinks              | IBF                   |
| 17. januar 1986 | 12. december 1986  | Tim Witherspoon             | WBA                   |
| 22. marec 1986 | 22. november 1986  | Trevor Berbick              | WBC                   |
| Berbick je bil jamajškega rodu, toda s kanadskim državljanstvom. |                    |                             |                       |
| 22. november 1986 | 7. marec 1987      | Mike Tyson                  | WBC                   |
| 12. december 1986 | 7. marec 1987      | James Smith                 | WBA                   |
| 7. marec 1987 | 1. avgust 1987     | Mike Tyson                  | WBA in WBC            |
| 30. maj 1987 | 1. avgust 1987     | Tony Tucker                 | IBF                   |
| 1. avgust 1987 | 6. maj 1989        | Mike Tyson                  | nesporni              |
| 6. maj 1989 | 11. januar 1991    | Francesco Damiani           | WBO                   |
| Čeprav je Francesco Damiani premagal Johnnyja DuPlooyha za naslov prvaka po verziji WBO, je Mike Tyson po ostalih verzijah obdržal naslov, premagal je tudi Michaela Spinksa, ki ga nekateri štejejo za vzporednega prvaka. |                    |                             |                       |
| 6. maj 1989 | 11. februar 1990   | Mike Tyson                  | IBF, WBA in WBC       |
| 11. februar 1990 | 25. oktober 1990   | James Buster Douglas        | IBF, WBA in WBC       |
| 25. oktober 1990 | 13. november 1992  | Evander Holyfield           | IBF, WBA in WBC       |
| 11. januar 1991 | 24. december 1991  | Ray Mercer                  | WBO                   |
| 15. maj 1992 | 3. februar 1993    | Michael Moorer              | WBO                   |
| 13. november 1992 | 14. december 1992  | Riddick Bowe                | IBF, WBA in WBC       |
| Riddick Bowe je izgubil naslov po verziji WBC, ker se ni želel pomeriti z Lennoxom Lewisom. |                    |                             |                       |
| 14. december 1992 | 16. november 1993  | Riddick Bowe                | IBF in WBA            |
| 13. december 1992 | 13. september 1994 | Lennox Lewis                | WBC                   |
| Lewis je rojen v Angliji, toda v starosti dvanajstih let se je preselil v Kanado in prevzel državljanstvo, za Kanado je osvojil tudi olimpijsko medaljo. 31. oktobra 1992 je premagal Donovana Ruddocka v izločilnem dvoboju WBC. Ko je organizacija odvzela naslov Riddicku Boweju, ga je podela Lewisu. |                    |                             |                       |
| 7. junij 1993 | 29. oktober 1993   | Tommy Morrison              | WBO                   |
| 29. oktober 1993 | 19. marec 1994     | Michael Bentt               | WBO                   |
| 6. november 1993 | 22. april 1994     | Evander Holyfield           | IBF in WBA            |
| 19. marec 1994 | 11. marec 1995     | Herbie Hide                 | WBO                   |
| 22. april 1994 | 5. november 1994   | Michael Moorer              | IBF in WBA            |
| 24. september 1994 | 2. september 1995  | Oliver McCall               | WBC                   |
| 5. november 1994 | 4. marec 1995      | George Foreman              | IBF in WBA            |
| 4. marec 1995 | 28. junij 1995     | George Foreman              | IBF                   |
| 11. marec 1995 | 1. maj 1996        | Riddick Bowe                | WBO                   |
| 8. april 1995 | 7. september 1996  | Bruce Seldon                | WBA                   |
| 2. september 1995 | 16. marec 1996     | Frank Bruno                 | WBC                   |
| 16. marec 1996 | 7. september 1996  | Mike Tyson                  | WBC                   |
| 22. junij 1996 | 8. november 1997   | Michael Moorer              | IBF                   |
| 29. junij 1996 | 17. februar 1997   | Henry Akinwande             | WBO                   |
| 7. september 1996 | 24. september 1996 | Mike Tyson                  | WBA in WBC            |
| 24. september 1996 | 9. november 1996   | Mike Tyson                  | WBA                   |
| 9. november 1996 | 8. november 1997   | Evander Holyfield           | WBA                   |
| 7. februar 1997 | 13. november 1999  | Lennox Lewis                | WBC                   |
| 28. junij 1997 | 26. junij 1999     | Herbie Hide                 | WBO                   |
| 8. november 1997 | 13. movember 1999  | Evander Holyfield           | IBF in WBA            |
| 26. junij 1999 | 1. april 2000      | Vitalij Kličko              | WBO                   |
| 13. november 1999 | 29. april 2000     | Lennox Lewis                | IBF, WBA in WBC       |
| 1. april 2000 | 14. oktober 2000   | Chris Byrd                  | WBO                   |
| 29. april 2000 | 22. april 2001     | Lennox Lewis                | IBF in WBC            |
| 12. avgust 2000 | 3. marec 2001      | Evander Holyfield           | WBA                   |
| 14. oktober 2000 | 8. marec 2003      | Vladimir Kličko             | WBO                   |
| 3. marec 2001 | 1. marec 2003      | John Ruiz                   | WBA                   |
| 22. april 2001 | 17. november 2001  | Hasim Rahman                | IBF in WBC            |
| 17. november 2001 | 5. september 2002  | Lennox Lewis                | IBF in WBC            |
| Lewis je predal naslov po verziji IBF za 1 milijon $ od Dona Kinga, ki je za prost naslov priredil dvoboj med Chrisom Byrdom in Evanderjem Holyfieldom. |                    |                             |                       |
| 5. september 2002 | 6. februar 2004    | Lennox Lewis                | WBC                   |
| 14. december 2002 | 22. april 2006     | Chris Byrd                  | IBF                   |
| 1. marec 2003 | 20. februar 2004   | Roy Jones Jr.               | WBA                   |
| 8. marec 2003 | 9. oktober 2003    | Corrie Sanders              | WBO                   |
| 20. februar 2004 | 17. december 2005  | John Ruiz                   | WBA                   |
| Ruiz je 13. decembra 2003 premagal Hasima Rahmana in osvojil začasni naslov po verziji WBA. Pravi naslov je osvojil, ko je Roy Jones, Jr. naslov predal in se posvetil lažjim kategorijam. |                    |                             |                       |
| 10. april 2004 | 1. april 2006      | Lamon Brewster              | WBO                   |
| 24. april 2004 | 9. november 2005   | Vitalij Kličko              | WBC                   |
| 9. november 2005 | 12. avgust 2006    | Hasim Rahman                | WBC                   |
| Rahman je 13. avgusta 2005 premagal Monteja Barretta in osvojil začasni naslov po verziji WBC. Pravi naslov je osvojil po tem, ko je Vitalij Kličko napovedal upokojitev zaradi poškodb. |                    |                             |                       |
| 17. december 2005 | 14. april 2007     | Nikolaj Valujev             | WBA                   |
| 1. april 2006 | 4. november 2006   | Sjarhej Ljahovič            | WBO                   |
| 22. april 2006 | 23. februar 2008   | Vladimir Kličko             | IBF                   |
| 12. avgust 2006 | 8. marec 2008      | Oleg Maskajev               | WBC                   |
| 4. november 2006 | 2. junij 2007      | Shannon Briggs              | WBO                   |
| 13. april 2007 | 18. julij 2008     | Ruslan Čagajev              | WBA                   |
| Čagajev je moral že drugič odpovedati načrtovani dvoboj za ubranitev naslova zaradi poškodbe ahilove tetive, zato je WBA Chagajevu podelila začasni naslov, Valujeva in Johna Ruiza pa določila za dvoboj za naslov. |                    |                             |                       |
| 2. junij 2007 | 23. februar 2008   | Sultan Ibragimov            | WBO                   |
| 23. februar 2008 | 2. julij 2011      | Vladimir Kličko             | IBF in WBO            |
| 8. marec 2008 | 11. oktober 2008   | Samuel Peter                | WBC                   |
| Peter je premagal Jamesa Toneyja in si s tem zagotovil dvoboj za prvaka po verziji WBC. Dvoboj proti Olegu Maskajevu je bil načertovan za 6. oktobra 2007, toda Maskajev je zaradi poškodbe hrbta odpovedal. WBC je tako proglasila Petra za začasnega prvaka, 8. marca 2008 pa je premagal Maskajeva. |                    |                             |                       |
| 18. julij 2008 | 24. julij 2009     | Ruslan Čagajev              | WBA                   |
| 30. avgust 2008 | 7. november 2009   | Nikolaj Valujev             | WBA                   |
| Valujev je ponovno osvojil naslov po verziji WBA 30. avgusta 2008, ko je premagal Johna Ruiza, kmalu za tem pa je Čagajev osvojil naslov Champion In Recess. WBA je določila zadnji rok za dvoboj 26. junij 2009, zaradi česar je naslvo izgubil junija 2009. |                    |                             |                       |
| 11. oktober 2008 | 15. december 2013  | Vitalij Kličko              | WBC                   |
| 7. november 2009 | 2. julij 2011      | David Haye                  | WBA                   |
| 2. julij 2011 | 28. november 2015  | Vladimir Kličko             | IBF, WBO in WBA super |
| 27. avgust 2011 | 5. oktober 2013    | Aleksander Povetkin         | WBA                   |
| 10. maj 2014 | 17. januar 2015    | Bermane Stiverne            | WBC                   |
| 6. julij 2014 | 5. marec 2016      | Ruslan Čagajev              | WBA                   |
| Čagajev je premagal Fresa Oquenda za prosti naslov po verziji WBA. |                    |                             |                       |
| 17. januar 2015 | 22. februar 2020   | Deontay Wilder              | WBC                   |
| 28. november 2015 | 8. december 2015   | Tyson Fury                  | IBF, WBO in WBA super |
| 8. december 2015 | 29. april 2017     | Tyson Fury                  | IBF, WBO in WBA super |
| 16. januar 2016 | 9. april 2016      | Charles Martin              | IBF                   |
| 5. marec 2016 | 12. maj 2016       | Lucas Browne                | WBA                   |
| 9. april 2016 | 29. april 2017     | Anthony Joshua              | IBF                   |
| 12. maj 2016 | 25. julij 2016     | Ruslan Čagajev              | WBA                   |
| 10. december 2016 | 31. marec 2018     | Joseph Parker               | WBO                   |
| 29. april 2017 | 31. marec 2018     | Anthony Joshua              | IBF in WBA super      |
| 25. november 2017 | danes              | Manuel Charr                | WBA                   |
| 29. april 2017 | 1. junij 2019      | Anthony Joshua              | IBF, WBO in WBA super |
| 1. junij 2019 | 7. december 2019   | Andy Ruiz Jr.               | IBF, WBO in WBA super |
| 7. december 2019 | 25. september 2021 | Anthony Joshua              | IBF, WBO in WBA super |
| 22. februar 2020 | danes              | Tyson Fury                  | WBC                   |
| 25. september 2021 | danes              | Oleksandr Usik              | IBF, WBO in WBA super |